# مانويل مورييو تورو
مانويل مورييو تورو (بالإسبانية: Manuel Murillo Toro)‏ سياسي وكاتب كولومبي، وُلد في الولايات المتحدة الكولومبية عام 1816. تولى رئاسة الولايات المتحدة الكولومبية لفترتين، الأولى من 1864 حتى 1866، والثانية من 1872 حتى 1874، تحت راية الحزب الليبرالي الكولومبي. وتُوفي عام 1880.

## سيرته الذاتية

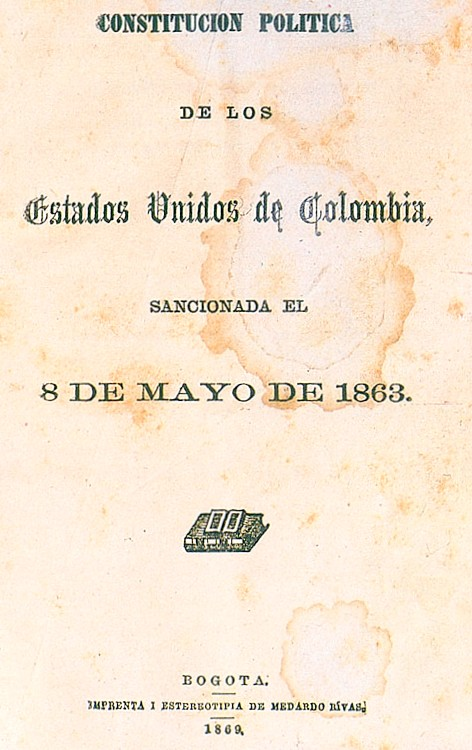
الدستور السياسي لكولومبيا لعام 1863

وُلد مورييو تورو في تشابارال، توليما بالولايات المتحدة الكولومبية في 1 يناير 1816. تخرج من كلية الحقوق بجامعة بوغوتا، وتُوفي في بوغوتا بكونديناماركا في 26 ديسمبر 1880.